# 塩析
塩析（えんせき、英語：salting out）は、タンパク質や低分子有機化合物などの溶質が高濃度の塩の溶液には溶解しないという性質を利用し、それらを分離・精製する方法である。タンパク質が沈殿する塩濃度はタンパク質の種類によって異なる。また、この方法はタンパク質の希釈溶液を濃縮するのにも使われる。

## タンパク質の場合

### 原理
タンパク質分子中には疎水性アミノ酸と親水性アミノ酸がある。水溶液中では疎水性アミノ酸は通常、親水性アミノ酸によって保護された疎水域を作り、周囲を取り囲む水分子との相互作用（溶媒和と水素結合）によって折り畳まれる。タンパク質の表面が十分に親水性ならばそのタンパク質は水に溶解する。
塩濃度を大きくしたとき水分子のいくつかは塩のイオンによって引きつけられ、タンパク質の帯電した部分との相互作用に割かれる水分子の量が減少する。この結果、タンパク質-タンパク質相互作用は溶媒-溶質相互作用より強くなり、タンパク質分子は疎水性の相互作用によって凝結する。

### 応用
タンパク質の種類によって沈殿する塩濃度が異なるため、濾過、遠心分離で分離できないタンパク質の分離にも使うことができる。豆腐の製造過程はにがりを使った、塩析の典型例である。

### 注意
イオンによっては濃度が増加することによりタンパク質の溶解度を増加させることがある。また、タンパク質の特性を抑制するイオンもあるため、タンパク質の機能を分析するときは別のイオンを用いるか、イオンの除去を行う必要がある。

## 低分子有機化合物の場合
低分子有機化合物の場合の塩析は塩類の水和によって説明できる。塩類を水溶液に加えるとその強い水和力によって水分子を水和水として固定する。そのため、低分子有機化合物の水和に必要な水分子の量が減少し、析出（沈殿や浮遊）を起こす。
これは石鹸の製造にも使われている。石鹸の溶液に食塩または水酸化ナトリウムを添加すると石鹸が析出し上層に浮遊する。一回の塩析では精製が不十分であるため、さらに水、希釈食塩水、水酸化ナトリウム溶液などに加熱溶解させ純度を上げていく。